# La Solfónica
El Coro y Orquesta Solfónica, más conocido como La Solfónica, es un grupo de activistas musicales, formado en 2011 al calor de las protestas del movimiento 15M, que interpreta canciones durante manifestaciones vinculadas a dicho movimiento en Madrid (España). Su repertorio consta principalmente de piezas clásicas y canciones tradicionales o canciones protesta, a menudo con la letra adaptada al movimiento 15M.
Su nombre es una referencia a la Puerta del Sol, lugar habitual de finalización de las manifestaciones del 15M en Madrid.

## Historia

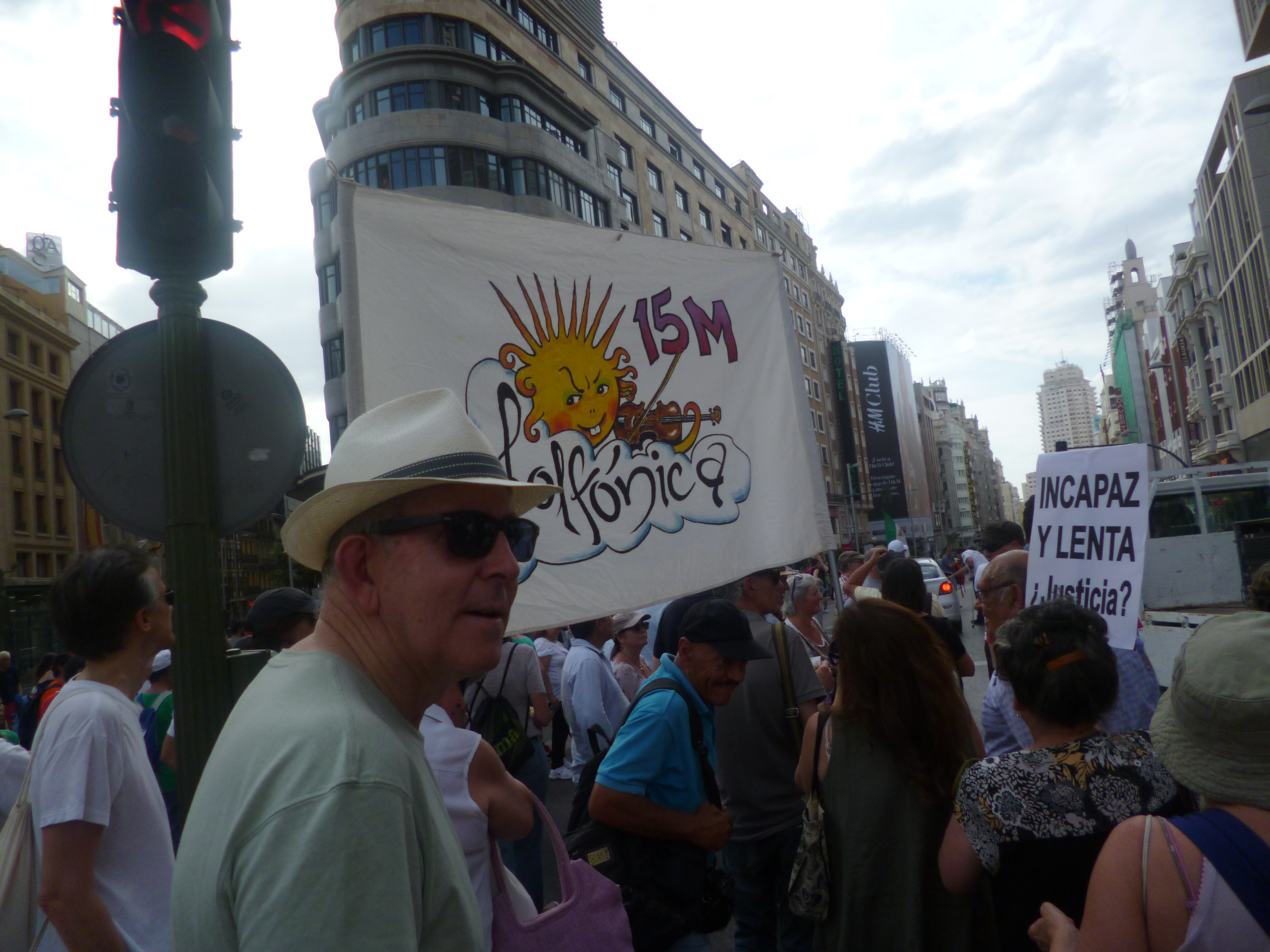
Pancarta de la Solfónica

El 19 de junio de 2011, se produjo una multitudinaria manifestación en Madrid contra el Pacto del Euro, los recortes sociales y la corrupción. Durante la protesta, decenas de músicos y cantantes interpretaron la Novena Sinfonía de Beethoven. Días después, durante la visita a Madrid del activista islandés Hörður Torfason, impulsor de las protestas conocidas como Revolución Islandesa, los músicos interpretaron Va, pensiero de la ópera Nabucco de Verdi. Durante una nueva manifestación multitudinaria el 15 de octubre, volvieron a tocar el Himno de la Alegría de Beethoven.
Reconocida como la banda sonora del 15M, la Solfónica fue incorporando canciones a su repertorio, adaptando la letra al movimiento 15M.

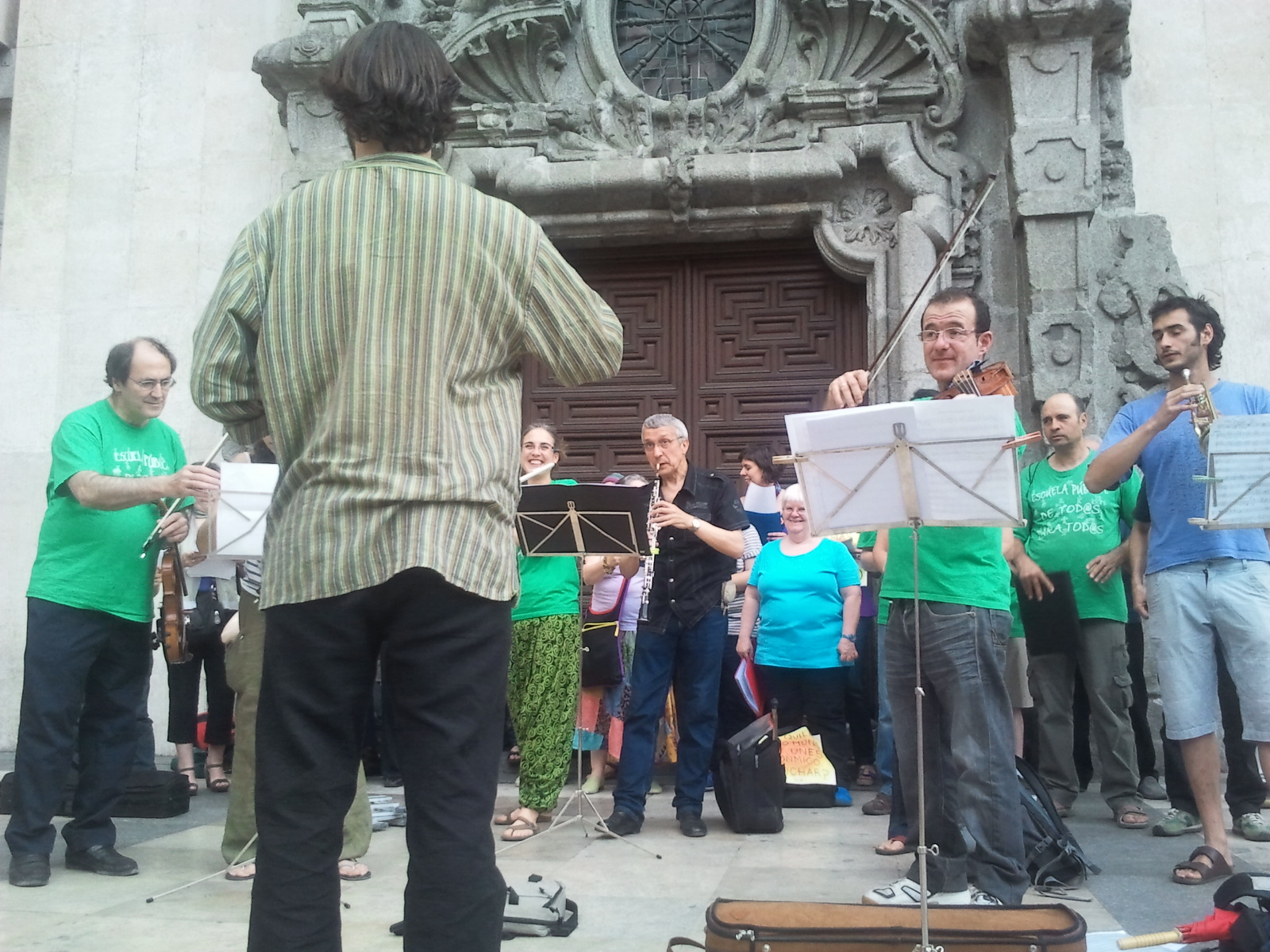
La Solfónica

En ocasiones, la Solfónica ha interpretado determinadas canciones haciéndose eco de algún acontecimiento reciente. Algunos ejemplos:
- En julio de 2012, en la última de las 19 etapas de la marcha negra, que congregó a mineros de distintos puntos de España en Madrid,[5] la Solfónica entonó En el pozo María Luisa, canción muy vinculada a los mineros asturianos.[6]
- En febrero de 2013, el primer ministro de Portugal, Pedro Passos Coelho, hablaba con los diputados en el transcurso del debate quincenal cuando fue interrumpido por el movimiento «Que se lixe a troika! Queremos as nossas vidas!», que empezó a cantar Grândola Vila Morena como forma de protesta contra las políticas económicas de su gobierno y la troika (tríada formada por la Comisión Europea, el Banco Central Europeo y el Fondo Monetario Internacional).[7][8][9] Días después, esta misma canción fue interpretada en Madrid, en la Puerta del Sol, por la Solfónica durante una manifestación.[10][11]

En 2014, La Solfónica aportó la banda sonora del documental Yo decido. El Tren de la libertad, sobre la protesta contra la reforma de la ley del aborto impulsada por el gobierno del Partido Popular. Ese mismo año en el mes de diciembre un grupo de miembros entraron en el Congreso de los Diputados y cantaron "La Canción del Pueblo" que pertenece al libreto del musical Los Miserables en protesta por la Ley Mordaza.

## La Solfónica en la cultura popular
- Libro  No estamos solos [15], escrito por El Gran Wyoming en 2014.[16]
- Documental No estamos solos, dirigido en 2015 por Pere Joan Ventura y producido por El Gran Wyoming y Pere Portabella[17] .